# Мимнерм
Мимнерм (от старогръцки – Μίμνερμος, лат. – Mimnermus) е древногръцки поет и музикант, родом от Колофон или Смирна в Мала Азия, съвременник на Солон. За живота на поета е достигнала много малко информация, най-вече неясна, като главен източник е Судата. Разцветът му като поет е в периода 630 –600 г. пр. Хр. Силно повлиян е от Омир и твори основно в жанра елегия, но създава и творби, подходящи за изпълнение по време на симпозиумите. От елегиите му са запазени големи фрагменти. Бил влюбен във флейтистката Нано, на която посветил сборник елегии. Друго негово произведение е епическата поема „Смирнеида“, която говори за основаването и борбите на град Смирна.

## Живот и творчество
Името на Мимнерм има значителна етимология – „този, който се съпротивлява на Ерма (река в Мала Азия)“. То може да е било избрано от неговите родителите, за да бъде отбелязана известната победа на Смирна срещу Гигес в близост до река Ерма (Hermus), а имената, завършващи на -ermus (Mimnermus) са доста често срещани в Йония.
Мимнерм вдъхновява редица поети, измежду които Проперций и Калимах и е първият, който използва елегическото двустишие за любовна поезия. Архаичната елегия често е използвана за патриотични цели, за да носи кураж по време на война и за да бъдат отпразнувани националните постижения. Има достатъчно доказателства, че Мимнерм също приема тази роля като поет. Негови цитати, записани от географа Страбон, разказват за празнуването на основаването на Колофон и Смирна, докато друг цитат, записан от Стобей, описва героичните подвизи на гръцки воин срещу кавалерията на лидийския цар Гигес, в началото на 7 век. Чрез тези цитати Мимнерм очевидно се опитва да засили мъжката решителност срещу по-нататъшни лидийски посегателства.
Византийският сборник Суда е един от източниците, даващи сведения за живота на поета, които въпреки това остават несигурни:
| „ | Мимнерм, син на Лигиртиад от Колофон, Смирна или Астипалеа е елегически поет (...) | “ |

Споменаването на Астипалеа – остров в Егейско море – като възможно родно място на поета, е по-скоро измислица. Изчезването на Смирна за следващите триста години може да е причината, поради която Колофон е в състояние да смята, че поетът е именно от там, но Смирна също продължава да оспорва това твърдение.
Мимнерм живее в безпокойно време, когато Йонийските градове в Мала Азия се борят срещу растящите сили на лидийските царе. Няколко съхранени до днес фрагмента от неговата епическата поема „Смирнеида“, написана в двустишие, пазят историята на тази борба. Поетът противопоставя слабохарактерността на съотечествениците си на храбростта на жителите на градовете Смирна и Колофон, живели три поколения преди поета и победили през 680 г. пр. Хр. лидийския цар Гиг (Гигес).
От цялата му поезия до нас достигат около двайсет фрагмента или общо около 80 стиха. На него принадлежи и една незапазена поема за похода на аргонавтите. Автор е на много елегии, разделени от александрийските филолози на две части:
- „Нано“ – изключително известни елегии, представящи различни теми (не просто любовни), събрани в две книги и посветени на флейтистката Нано, в която той бил влюбен, и носещи нейното име.
- „Смирнеида“: епическа поема, която разказва за войната на гърците от Измир срещу лидийците, управлявани от цар Гигес.

Освен връзката с Нано, други слухове твърдят, че Мимнерм е хомосексуалист, което е в съответствие с конвенционалните сексуални теми в гръцката елегия. Въпреки това, както отбелязва Мартин Литхфийлд Уест, Мимнерм може да бъде хомосексуалист и все пак да пише елегии за любовта си към Нано.
За разлика от епичния и лиричния стих, които са придружени от струнни инструменти (китара и барбитон съответно), елегията е придружена от духов инструмент (авлос) и следователно неговото изпълнение изисква най-малко двама души – един, който да изпее творбата и един, който да свири. Мимнерм създава произведения и за съпровод от флейта. Стиховете му се характеризират с голяма чувственост, еротика, завоалирана меланхолия, но общият тон е жив, изразяващ идеята за невъзможност за примиряване с отминаващото време. Удоволствието от младостта контрастира с преходността на живота и премеждията на старостта, пред която смъртта е за предпочитане.
Хедонистичната нагласа на поета, която счита стареенето като по-ужасно от смъртта, е изразена в стиховете:
Няма живот и наслада далеч от Китерия златна!

Жив да не съм нито миг, нямам ли всичко това:

трепети скрити и медени ласки на мека постеля.

С този копнеж заплени младост цъфтяща навред

всички мъже и жени. Но приижда след туй нежелана

старост, която грози всекиго, прави го слаб.

Тежки тревоги оплитат душата със мисли неради,

слънце в очи не блести – няма ни лъч светлина.

Него младежи отбягват, жените за него нехаят —

толкова пълна с печал бог сътвори старостта.
Мимнерм настоятелно призовава другите да използват всяка възможност в живота си и да живеят пълноценно, но този апел не съвпада с идеята за Carpe diem на Хораций – човекът не е в състояние да се наслади на момента, защото е обладан от несигурност, идваща от предчувствие за настъпването на „старостта горчива“:
На листа приличаме ние:

пролетта многоцветна ни ражда —

и разлистени

под лъчите на слънцето,

малко време се радваме на младостта,

без да знаем добро или зло

боговете ни дават.

А черните орисници

стоят до нас —

едната е захванала

Конеца на смъртта,

А другата – на старостта горчива.

Но сладостта на младостта е къса —

един ден, – слънцето додето

разпръсне светлината си...

### Коментари от други поети

#### Солон
Солон се обръща към Мимнерм, критикувайки го за желанието му да умре на 60 години, пряко изказано в неговия стих, в който поетът заявява, че щастието е в това да доживееш спокойно до шейсет години:
| „ | ἀλλ᾽ εἴ μοι κἂν νῦν ἔτι πείσεαι, ἔξελε τοῦτον:— μηδὲ μέγαιρ᾽ ὅτι σεῦ λῷον ἐπεφρασάμην:— καὶ μεταποίησον, Λιγυαιστάδη, ὧδε δ᾽ ἄειδε: ὀγδωκονταέτη μοῖρα κίχοι θανάτου. | “ |

| „ | Послушай ме, премахни това (въпросния стих на Мимнерм) — и не се обиждай, че съм го измислил по-добре — и го промени, Лигистиаде, ето така: Нека смъртта ми отредена ме достигне на 80. | “ |

#### Хермезианакт
| „ | Мимнерм, който след дълги страдания достигна до благозвучието и свободата на пентаметъра, изгаряше за Нано... | “ |

#### Проперций
| „ | plus in amore valet Mimnermi versus Homero: carmina mansuetus lenia quaerit Amor. | “ |

| „ | Ако говорим за любов, стиховете на Мимнерм превъзхождат Омировите: Любовната нежност изисква изтънчени песни. | “ |

#### Хораций
| „ | si, Mimnermus uti censet, sine amore iocisque nil est iucundum, vivas in amore iocisque. | “ |

| „ | Ако, както вярва Мимнерм, без любов и шеги няма радост, нека бъдем заобиколени от любов и шеги. | “ |